# Замок Глубока
Замок Глубока (чеш. Zámek Hluboká) — замок в Южной Чехии, построенный в псевдоготическом стиле. Находится в г. Глубока-над-Влтавой в 140 км к югу от Праги.

## История
Замок был основан в середине XIII века чешским королём Вацлавом I на скале высотой 83 метра над рекой Влтавой недалеко от местечка Подгради и выстроен в готическом стиле. Первое письменное упоминание замка относится к 1285 году, когда его владельцем уже был род Витковичей. Его первоначальное название — замок Фрауенберг. Позднее он неоднократно перестраивался, приобретая то ренессансные, то барочные черты. За первые 400 лет существования (XIII—XVII век) замок сменил 26 хозяев.
Замок в готическом стиле был возведён в конце XV века Вилемом II из Пернштейна. Позже замок перешёл в собственность короля Фердинанда I Габсбургского, который в 1562 году продал его панам из Градца. В 1571—1587 годах Адам II из Градца (1549—1596) провел обширную реконструкцию замка в ренессансном стиле, которой руководил итальянец Бальтазаре Маджи. Кроме Маджи в реконструкции принимали участие итальянские архитекторы Винченцо Вогарелли и Доменико Бенедетто Комета.
В 1660 году замок стал собственностью рода Шварценбергов. Именно с этой фамилией связан современный облик замка. В XIX веке замок подвергся значительной реконструкции в стиле неоготики. В качестве образца для перестройки замка послужил Виндзорский замок, архитектором проекта реконструкции является венский архитектор Франтишек Бера. Идея создания «Чешского Виндзора», как неофициально именуется замок, принадлежала одной из владелиц замка — герцогине Элеоноре Шварценберг. Шварценберги владели замком вплоть до 1945 года.
В 1947 году замок Глубока был национализирован и с тех пор является государственным музеем.

## Замок сегодня
Комплекс замка включает 140 комнат, 11 башен, 2 внутренних двора, застеклённую оранжерею, конюшни. Стены замка и внутри, и снаружи украшены охотничьими трофеями его прежних владельцев. Кроме того, в комнатах замка можно увидеть рыцарские доспехи семьи Шварценбергов. В замке представлена мебель XVIII—XIX веков, коллекция голландской живописи XVI—XVII веков, исторического оружия, фарфора, фаянса и стекла (начиная с 1604 года), а также старинных гобеленов. Интерьеры замка обставлены в стиле позднего периода английского ренессанса. Потолки в помещениях замка, двери, рамы для картин украшены искусной резьбой по дереву.
Вокруг замка разбит английский парк площадью 190 гектаров с редкими видами деревьев и системой прудов.

## Галерея

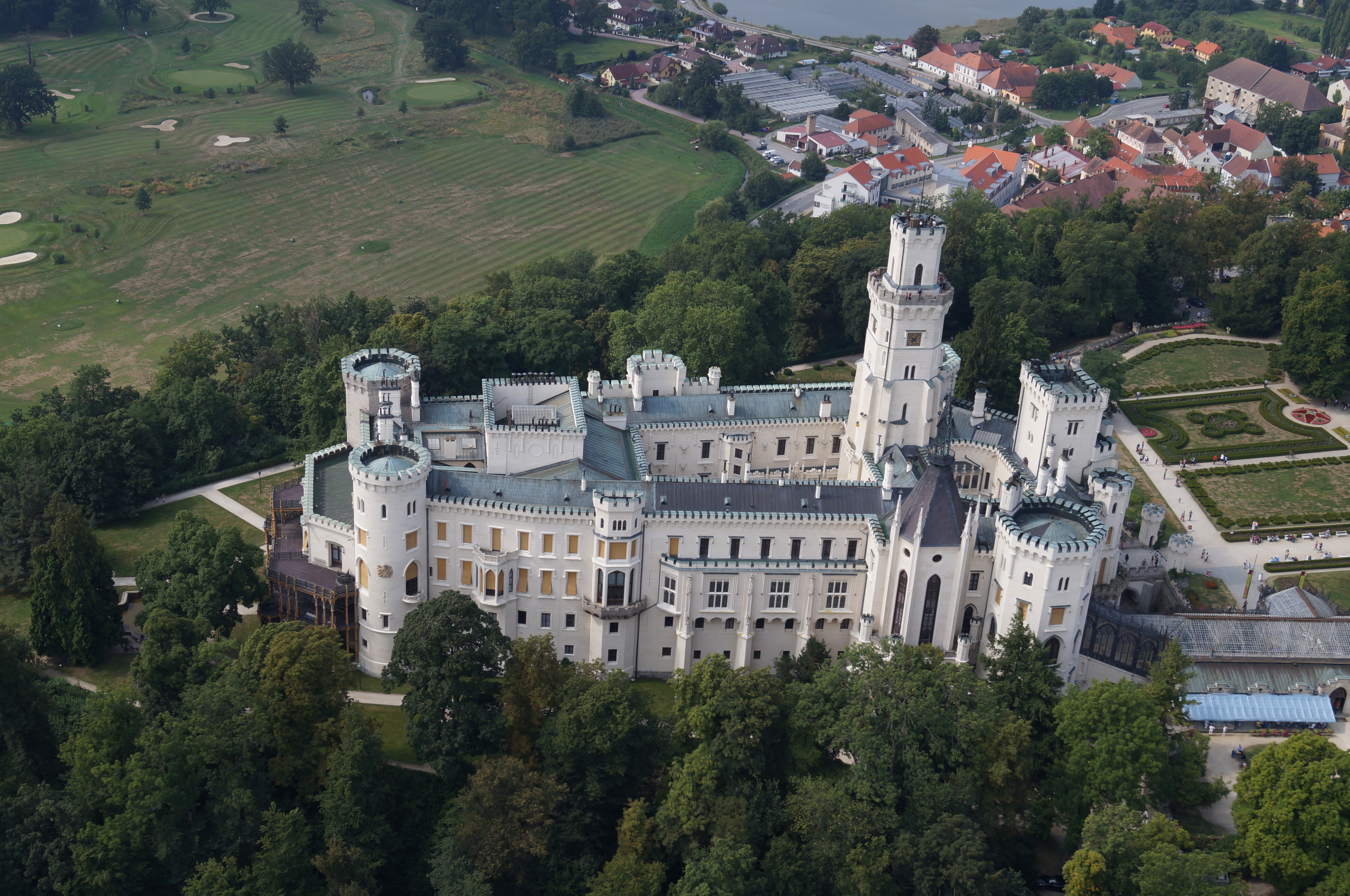
Вид на замок сверху
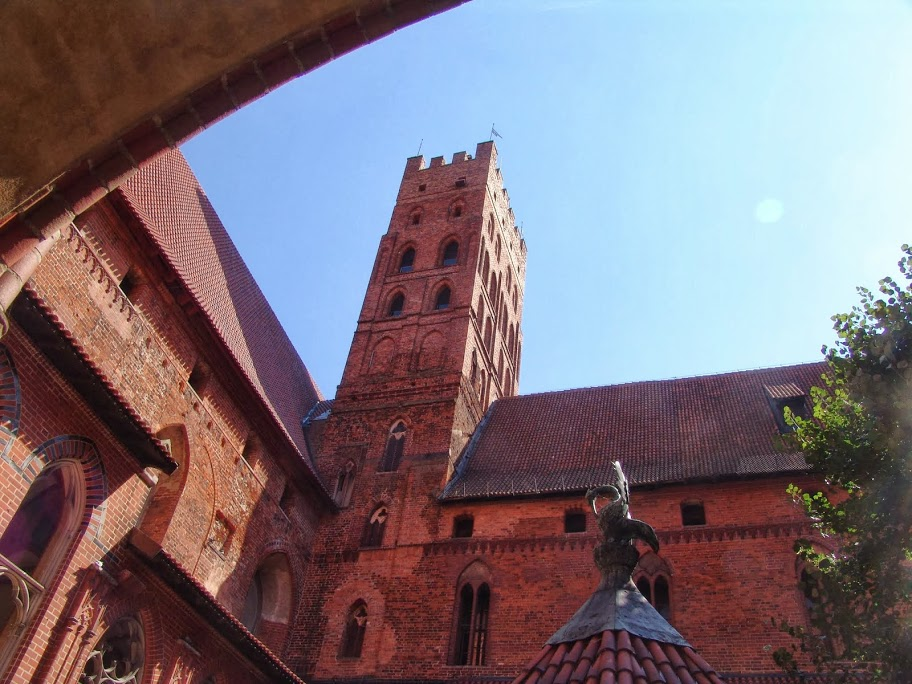
Внутренний двор замка
Охотничьи трофеи на стенах замка